# Station Przygodzice
Station Przygodzice is een spoorwegstation in de Poolse plaats Przygodzice.